# Újkőkorszak

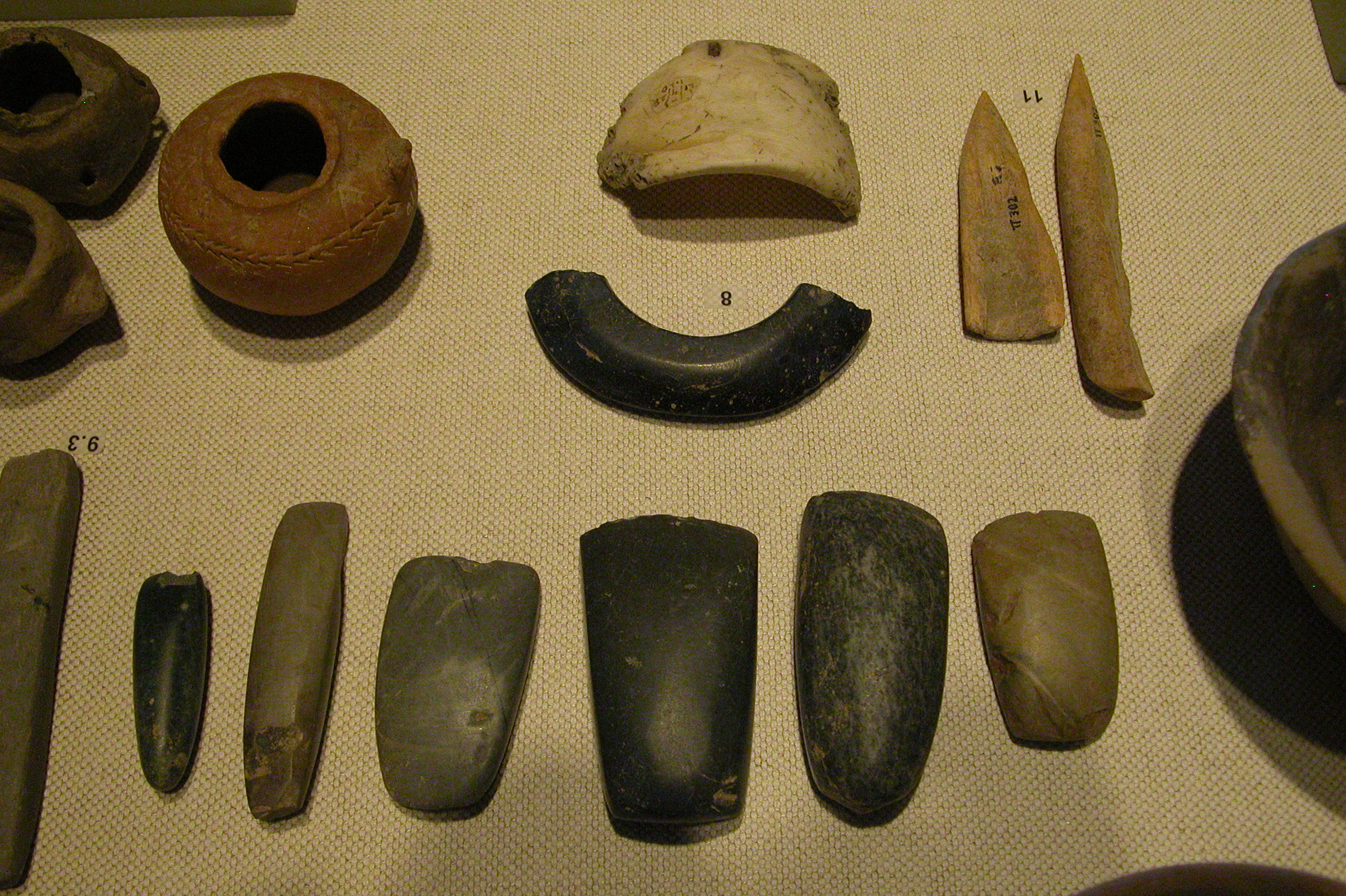
Újkőkorból származó leletek

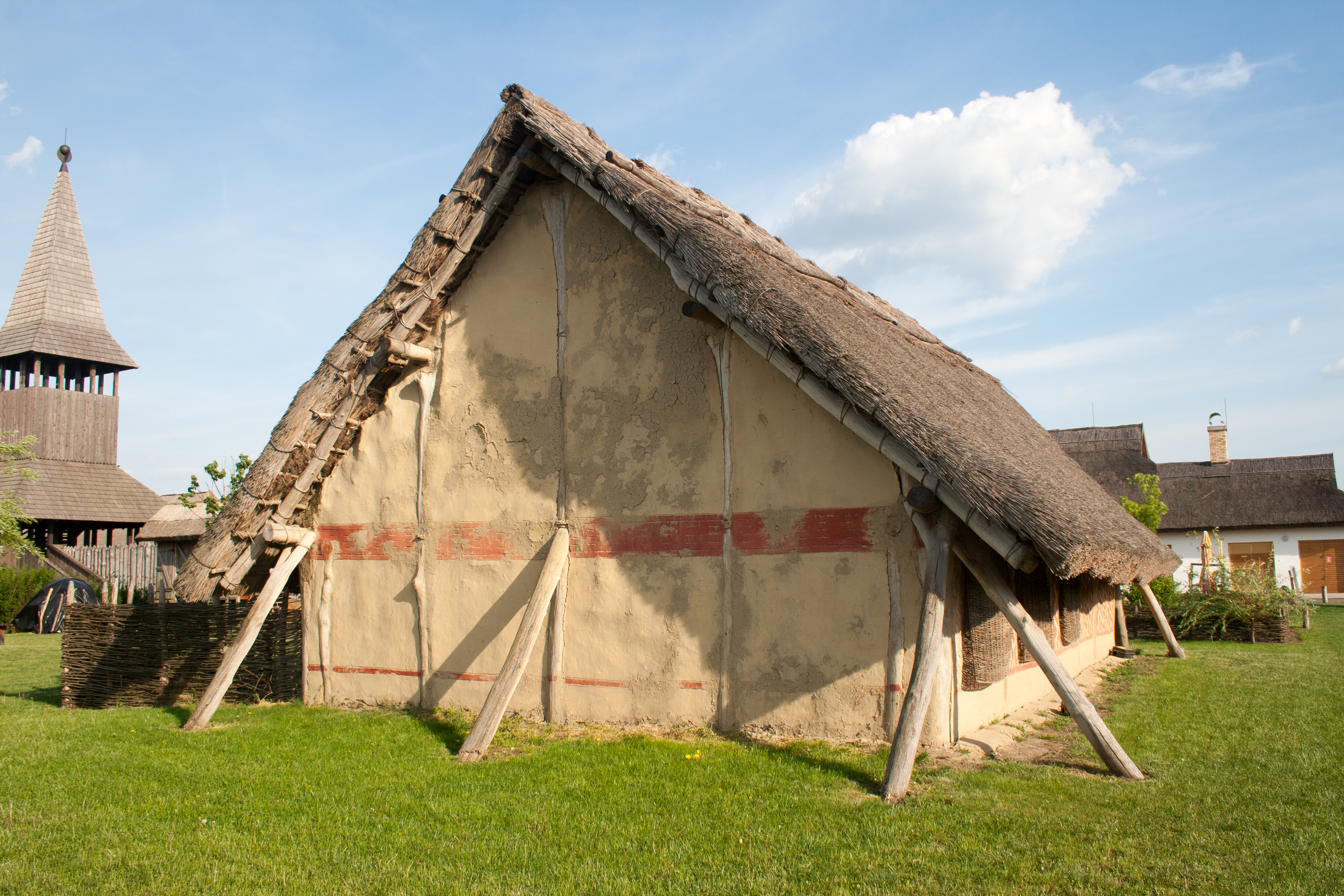
Újkőkori ház rekonstrukciója az M3 Archeoparkban

Az újkőkor vagy csiszoltkő-kor(szak) (idegen nevén neolitikum) a kőkorszak utolsó része. A földtörténet korszakai közül a pleisztocén végével és a holocén elejével esik egybe. Az újkőkorszak a földművelés kialakulásával kezdődik és a fém alapú eszközök elterjedésével ér véget a rézkorban, a bronzkorban, illetve a vaskorban. A neolitikum nevet (görög: „neosz”=új, „lithosz”=kő) John Lubbock alkotta 1865-ben. A kifejezés nem időbeli korszakot jelöl, hanem egy sajátos viselkedési és kulturális stílusjegyet, ami a vadászatot és gyűjtögetést felváltó növénytermesztés és háziállat-tartás megjelenésével jellemezhető. Ezért neolitikus jellegű kultúráról csak a lelőhelye és kora említésével lehet beszélni.

## Kialakulás és területfüggő fejlődés
A neolitikus kultúra i. e. 10 000 után jelent meg Elő-Ázsiában (Irán), és onnan terjedt kelet és nyugat felé. Korai neolitikus kultúra alakult ki Délkelet-Anatóliában, Szíria és Irak területén i. e. 8000 körül. Az első élelemtermelő közösségek Délkelet-Európában i. e. 7000 körül jelentek meg, Közép-Európában i. e. 5500 körül. Az ötletek terjedési és az emberek vándorlási hullámaival a neolitikus jelenség innen terjedt Nyugat- és Észak-Európa felé i. e. 4500 körül. A korai neolitikus állattenyésztés pár vadon élő és háziállat, juh és kecske tartására korlátozódott, de ahogy melegebbé vált az éghajlat i. e. 6000 körül, megjelent a szarvasmarha és a sertés, átmeneti vagy állandó települések fejlődtek, kialakult a cserépkészítés. A neolitikum kulturális elemei eltérő helyeken nem mindig ugyanabban a sorrendben jelentek meg, például az első Közel-Keleti állattenyésztő társadalmak nem használták a fazekasságot, Afrikában, Indiában és Délkelet-Ázsiában egymástól független módon zajlott az állatok szelídítése, Japánban pedig már korábban megjelent a fazekasság, ami az európaitól eltérő területfüggő neolit kultúrák kifejlődéséhez vezetett. Közép-Amerikában i. e. 4500 körül hasonló folyamatok zajlottak (letelepedés és termelés), de az ezt megelőző 4000 éves időszakban nincs nyoma tűzhasználatnak és eszközöknek. Észak-Amerikában viszont a korábbi rétegekből 11-12 ezeréves kőeszközök is kerülnek elő.

## Társadalmi szervezet
A neolitikum jellegzetes életformája a független falu, amelyben egy vagy maximum néhány család lakik. A közösségen belül ha voltak is rangbeli különbségek, ennek nyomai nem tükröződnek a temetésekben. A faluközösségeket egyfajta vallásosság jellemezte, ami azonban nagyon különbözik attól, amit ma vallásnak nevezünk. A vallásosság két téma köré csoportosítható: Az ősök kultusza és a termékenység.
A falvak önellátóak voltak. A kereskedelem kezdetei is megjelentek.
Az élelemtermelésen túl megjelenik a fonás és cserépkészítés, de ezek nem jelentik azt, hogy a közösség tagjai közül valaki csak ezzel foglalkozott volna.
Az egyes falvak között még senkihez nem tartozó területek léteztek, aminek következtében (is) kevés konfliktus lehetett az egyes embercsoportok között.
A későbbi értelemben vett városok ekkor még nem léteztek.
A korszak végén jelenik meg az első nagyobb közösség által létrehozott közös szent hely, amelynek sajátos építészeti stílusa van (Templom Eridu-ban).
A neolitikumban kevés bizonyíték található fejlett hierarchiára, ami sokkal inkább a bronzkor kulturális jelensége. A családok és a háztartások nagy fokú gazdasági függetlenségben éltek. Ugyanakkor kellő bizonyíték ismert megerősített településekre a Rajna mentén, csakúgy mint csoportközi konfliktusokra Britanniában. A csoportközi konfliktus a törzsek ismertetőjele, akiket egy karizmatikus egyén vagy a törzsfő vezet. Ezek a szociálpolitikai entitások később az európai korai bronzkor törzseiben fejlődtek ki részletesebben.

## Technológia

### A mezőgazdaság megjelenése

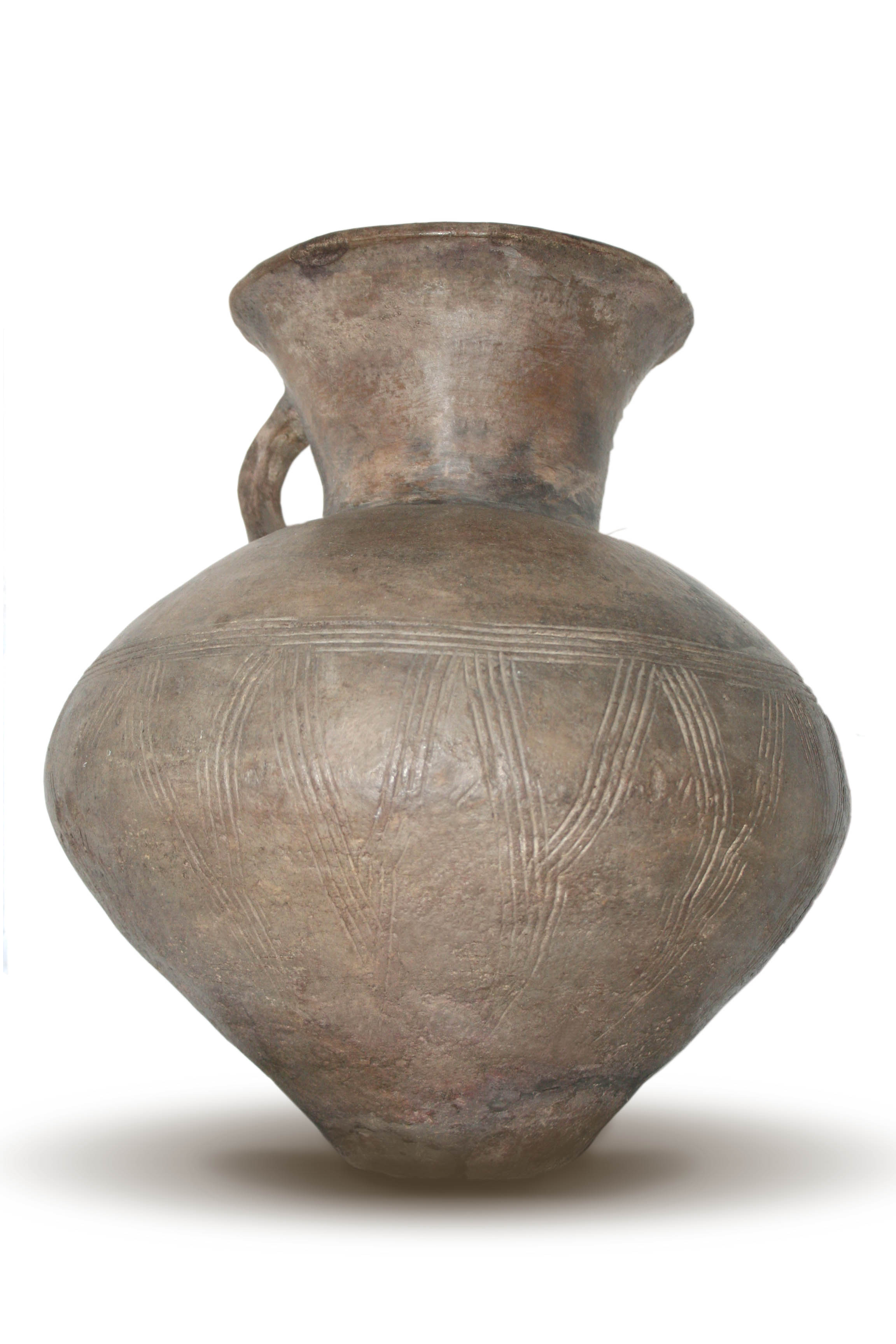
Vonalas díszítésű gabonatároló Közép-Magyarországról, Kr. e. 4500-3500 között

A neolitikus emberiség egyik legfontosabb alkotása a növénytermesztés és az állattenyésztés felfedezése volt. Ez nemcsak jóval biztosabb és kevésbé munkaigényes, de az idő előrehaladtával és a technológiák fejlődésével összhangban, jóval bőségesebb élelemforrást jelentett a vadászó-gyűjtögető életmódhoz képest.
A növénytermesztés nagy változást hozott az emberek életében, ami végül a bronzkor alatt városok, városközpontok és városállamok létrejöttét és fellendülését hozta. A folyamatos vándorlás és az élelem keresgélése helyett az emberek egy helyben maradtak. Ahogy a földművelés beindult, mélyreható változások indultak el az emberi interakcióban, amely változásokat a neolitikum vonatkozásában egy ausztrál régész Vere Gordon Childe elnevezése alapján hagyományosan neolitikus forradalomnak szokás hívni.
A neolit forradalom megnevezést az újabb irodalom igyekszik kerülni, mivel az élelemtermelés kezdete a régészet adatai szerint a mezolitikumra tehető. A folyamat maga nem volt forradalmi sebességű sem, hiszen még az újkőkor-kőrézkor határán sem általános.
Már 1968-ban felvetődött azon elképzelés, miszerint a letelepedés megelőzte a földművelést. Binfordot azonnal kritikák érték, de az újabb közel-keleti leletanyag megerősíti. Állítását – a dzsejtuni leletanyagokra hivatkozva – Masszon is vitatja.

### Kézművesség, építészet
A neolit emberek fejlett földművelők voltak, többféle eszközt állítottak elő a betakarításhoz, a birkák ellátásához, az ételkészítéshez (cserép- és csontszerszámok). Ugyancsak fejlettek voltak a kőeszközök és -díszek, hajítófegyverek, füzérek és szobrocskák előállításában. Levante, Anatólia, Szíria, Észak-Mezopotámia és Közép-Ázsia neolit őslakosai nagyszerű építészek is voltak, agyagtéglából házakat, falvakat építettek. Európában vesszőkből és vakolatból neolit házak épültek, a halottak számára megmunkált sírköveket készítettek. Ezek a sírkövek különösen Írországban lelhetők fel nagy számban, ahol több ezer található még ma is. A brit szigeteken a neolit emberek hosszúkás sírhelyeket, sírkamrákat készítettek halottaiknak.

## Tudománytörténeti vonatkozások
A radiokarbon kormeghatározás megjelenésével az élelemtermelés létezése legalább három évezreddel korábbra datálódott, mint azt korábban gondolták. Ekkor derült fény arra is, hogy az egyiptomi neolit mintegy másfél évezreddel maradt le a Közel-Kelet többi területéhez képest. A radiokarbon datálás bizonyította be Gordon Childe azon elméletét, miszerint Európában a Duna volt az a kulcsfontosságú útvonal, amelyen a korai mezőgazdasági technikák eljutottak Közép-Európába, majd onnan északra és nyugatra.
Olyan települések jöttek létre, amelyek több évezreden át lakottak maradtak. I. e. 12 000 környékére tehető Karim Saher első kultúrrétege és legalább 6000 éven át folytonosan lakott maradt – külön érdekessége a leleteknek, hogy i. e. 7000 körül lótenyésztés adatolható. A közelmúltig általános vélekedés volt, hogy a lovat az indoeurópaiak hozták be a Közel-Keletre, legkorábban i. e. 1400-1200 körül. Az állandó település még a mezolitikum folyamán jött létre, az új eszközkultúra és életmód a település élete során alakult ki, vagy került át máshonnan.
A Natúfium és Antalya kultúrái még az i. e. 9000 körüli időkben is mezolit-jellegűek, míg a közeli Tepe Asiab i. e. 10 000 körül neolitikus. A neolit elemeinek más és más sorrendű megjelenésére utal például Gandzs Dareh-Tepe, mely település minimum 500 éven át akeramikus (kerámia leletek nélküli) és valószínűleg nem földműves. Suberdében i. e. 6800 körül már rezet olvasztottak, de a kultúra akeramikus, és valószínűleg földművelés nélküli. Cayönüben i. e. 7500 körül állattenyésztés és földművelés adatolható, majd i. e. 7000-től hidegen kalapált réz is megjelent. Ali Kosban a kalapált réz ugyanakkor jelent meg, de kerámia csak 500 évvel később.
A második világháborúig "A neolitikumra úgy tekintettek, mint ami a földművelést jelenti, a bronzkor lehetővé tette a specializált mesterségek kialakulását, míg a vaskor az összetettebb társadalmak kora volt. A második világháború után az érdeklődés az ökológiai megközelítésre tevődött. Az élelmiszer-termelés kutatása afelé tolódott, hogy az élelmiszer-keresés mi módon határozza meg az emberi kultúrát".

## Lásd még
- Az emberfélék fosszíliáinak listája
- Dzsejtun-kultúra
- Dzsómon-kor
- Megalitikus kultúrák